# Luciano Spalletti
Luciano Spalletti (ur. 7 marca 1959 w Certaldo) – włoski piłkarz i trener piłkarski.

## Kariera piłkarska
Spalletti jest rodowitym Toskańczykiem i tam też grał przez większość kariery w klubie Empoli FC. Potem był jeszcze zawodnikiem klubu Spezia Calcio. Nie osiągnął żadnych sukcesów jako piłkarz i z oboma klubami grał tylko na szczeblu Serie C.

## Kariera trenerska
Po zakończeniu kariery piłkarskiej Spalletti objął Empoli FC, grające wówczas w Serie C1. W 1996 drużyna ta awansowała do Serie B, a rok później po raz pierwszy w historii do Serie A. Wszyscy przed sezonem skazywali tą toskańską drużynę na spadek, ale pod wodzą Spalettiego Empoli poradziło sobie całkiem nieźle, zajęło 12. miejsce i utrzymało się w lidze. Latem 1998 Luciano przyjął ofertę pracy w silniejszej Sampdorii. Jednak zarówno Empoli bez Spallettiego i rozegrały bardzo słaby sezon i obie te drużyny obok Vicenzy i Salernitany znalazły się w gronie spadkowiczów. Kolejny przystanek w trenerskiej karierze Luciano to AC Venezia, ale i tej drużyny nie zdołał utrzymać w Serie A. Pomimo tego w 2000 jego usługami zainteresowano się w Udine i w sezonie 2000/01 poprowadził zespół Udinese Calcio. Udinese zajęło 12. miejsce i utrzymało się w Serie A, ale Spalletti po sezonie odszedł z klubu. Latem 2001 dość niespodziewanie podpisał kontrakt z zespołem Serie B, Anconą Calcio, z którym jednak nie odniósł większych sukcesów i zajął 8. miejsce. W lipcu 2002 powrócił do Udinese i od tego czasu nastały bodaj najlepsze czasy tego klubu w historii. W sezonie 2002/03 zajęło 6. miejsce kwalifikując się do Pucharu UEFA, a w 2003/04 7. i także zespół Udinese awansował do Pucharu UEFA. Natomiast sezon 2004/05 to najlepszy sezon w historii klubu. Spalletti doprowadził bowiem Udinese do 4. miejsca w lidze, co dawało temu klubowi po raz pierwszy w historii start w eliminacjach do Ligi Mistrzów.
Ten sukces spowodował, iż Spallettim zainteresowano się w Rzymie i AS Roma, która w zeszłych sezonach miała problemy ze szkoleniowcami zdecydowała się zatrudnić Luciano na stanowisku pierwszego trenera. Według prezydenta Romy Franco Sensiego Luciano miał być tym człowiekiem, który zapanuje nad chaosem panującym w klubie. W pierwszej części sezonu 2005/06 Roma nie zachwycała swoją grą i plasowała się raczej w środku tabeli. Spalletti zdecydował się ustawić zespół bardziej ofensywnie i ta zmiana przyniosła pozytywne skutki. Piłkarze stołecznego klubu zaczęli grać coraz lepiej i 26 lutego 2006 ustanowili rekord 11 kolejnych zwycięstw w Serie A wygrywając 2:0 z lokalnym rywalem S.S. Lazio. Pod koniec sezonu „giallo-rossi” doznali jednak małej zadyszki i nie zajęła 4. miejsca w lidze gwarantującego start w kwalifikacjach Ligi Mistrzów. Roma dotarła także do finału Pucharu Włoch, ale tam nie sprostała Interowi Mediolan remisując 1:1 u siebie i przegrywając 1:3 na San Siro. Jednak latem udowodniono korupcję Juventusowi i A.C. Milan, co spowodowało duże zmiany w końcowej tabeli Serie A. Juventus został zdegradowany do Serie B, Milan cofnięty na 4. pozycję w lidze, a ACF Fiorentina na 9. i Romie zostało przyznane wicemistrzostwo kraju. Dzięki temu Roma awansowała bezpośrednio do fazy grupowej Ligi Mistrzów. Spalletti nie pomógł Romie w zdobyciu Superpucharu Włoch, który Roma przegrała z Interem 3:4.
W Romie Spalletti najczęściej stosował formację 4-2-3-1, w której jest miejsce dla 4 obrońców, 2 defensywnych pomocników, 2 skrzydłowych, 1 ofensywnego pomocnika (najczęściej gwiazda drużyny Francesco Totti) oraz 1 napastnika. System ten zadziałał przede wszystkim we wspomnianym sezonie 2005/2006 i dzięki tej zmianie Roma awansowała z 15. miejsca na 6. Spalletti znany jest z żywiołowych reakcji podczas meczu i dość często potrafi kłócić się z sędziami spotkania. Po nie udanym początku sezonu 2009/2010 Spaletti złożył dymisję, która została przyjęta i po zaledwie dwóch kolejkach przestał być szkoleniowcem Giallorossich.
W grudniu 2009 podpisał trzyletni kontrakt z rosyjskim zespołem piłkarskim Zenit Petersburg, tym samym zastępując Dicka Advocaata. W 2014 roku rozstał się z rosyjskim klubem.
W styczniu 2016 roku ponownie został trenerem AS Romy. Po sezonie 2016/17 odszedł z klubu.
W czerwcu 2017 roku został ogłoszony nowym trenerem Interu Mediolan.
Od 2021 był trenerem SSC Napoli. W maju 2023 ogłosił zakończenie współpracy z klubem.
Od 18 sierpnia 2023 roku selekcjoner Reprezentacji Włoch w piłce nożnej.

## Sukcesy

### Trener
AS Roma
- Puchar Włoch: 2006/2007, 2007/2008
- Superpuchar Włoch: 2007

Zenit Petersburg
- Mistrzostwo Rosji: 2010, 2011/2012
- Puchar Rosji: 2009/2010
- Superpuchar Rosji: 2011

SSC Napoli
- Mistrzostwo Włoch: 2022/2023